# Margarida de Inglaterra, Condessa de Pembroke
Margarida de Inglaterra, também conhecida como Margarida de Windsor (em inglês:  Margaret; Castelo de Windsor, 20 de julho de 1346 — após 1 de outubro de 1361) foi uma princesa de Inglaterra por nascimento e condessa consorte de Pembroke como a primeira esposa de João Hastings, 2.º Conde de Pembroke.

## Família
Margarida foi a quarta filha e décima criança nascida de Eduardo III de Inglaterra e de Filipa de Hainault. Seus avós paternos eram Eduardo II de Inglaterra e Isabel da França, e seus avós maternos eram Guilherme I de Hainaut e Joana de Valois.
Alguns de seus irmãos eram: Eduardo, o Príncipe Negro, pai do rei Ricardo II de Inglaterra; Leonel de Antuérpia, duque de Clarence; Edmundo de Langley, duque de Iorque; Maria de Waltham, duquesa consorte da Bretanha; João de Gante, duque de Lencastre, etc.

## Biografia
Margarida casou-se com João Hastings em 19 de maio de 1359, na Abadia de Reading, no condado de Berkshire. Nessa mesma data, seu irmão, João de Gante, casou-se com sua primeira esposa, Branca de Lencastre, também em Reading.
João era filho de Lourenço Hastings, 1.º Conde de Pembroke e de Inês Mortimer, que era filha do famigerado Rogério Mortimer, 1.º Conde de March, amante e aliado da rainha Isabel de França, avó paterna de Margarida.
O casal não teve filhos.
Margarida morreu após a data de 1 de outubro de 1361, com aproximadamente 15 anos de idade. Foi enterrada na Abadia de Abingdon, atualmente em Oxfordshire.
Após 1368, João casou-se com Ana Manny.